# میکی میامورا
 میکی میامورا (انگلیسی: Miki Miyamura؛ زادهٔ ۴ نوامبر ۱۹۸۵) یک تنیس‌باز اهل ژاپن است.